# جکی گولر
جکی گولر (انگلیسی: Jackie Gowler؛ زادهٔ ۷ ژوئن ۱۹۹۶) قایقران روئینگ زن اهل نیوزیلند است.
وی در مسابقات کشوری و بین‌المللی در مجموع برندهٔ ۱ مدال طلا شده‌است.